# Carl Magnus Fris

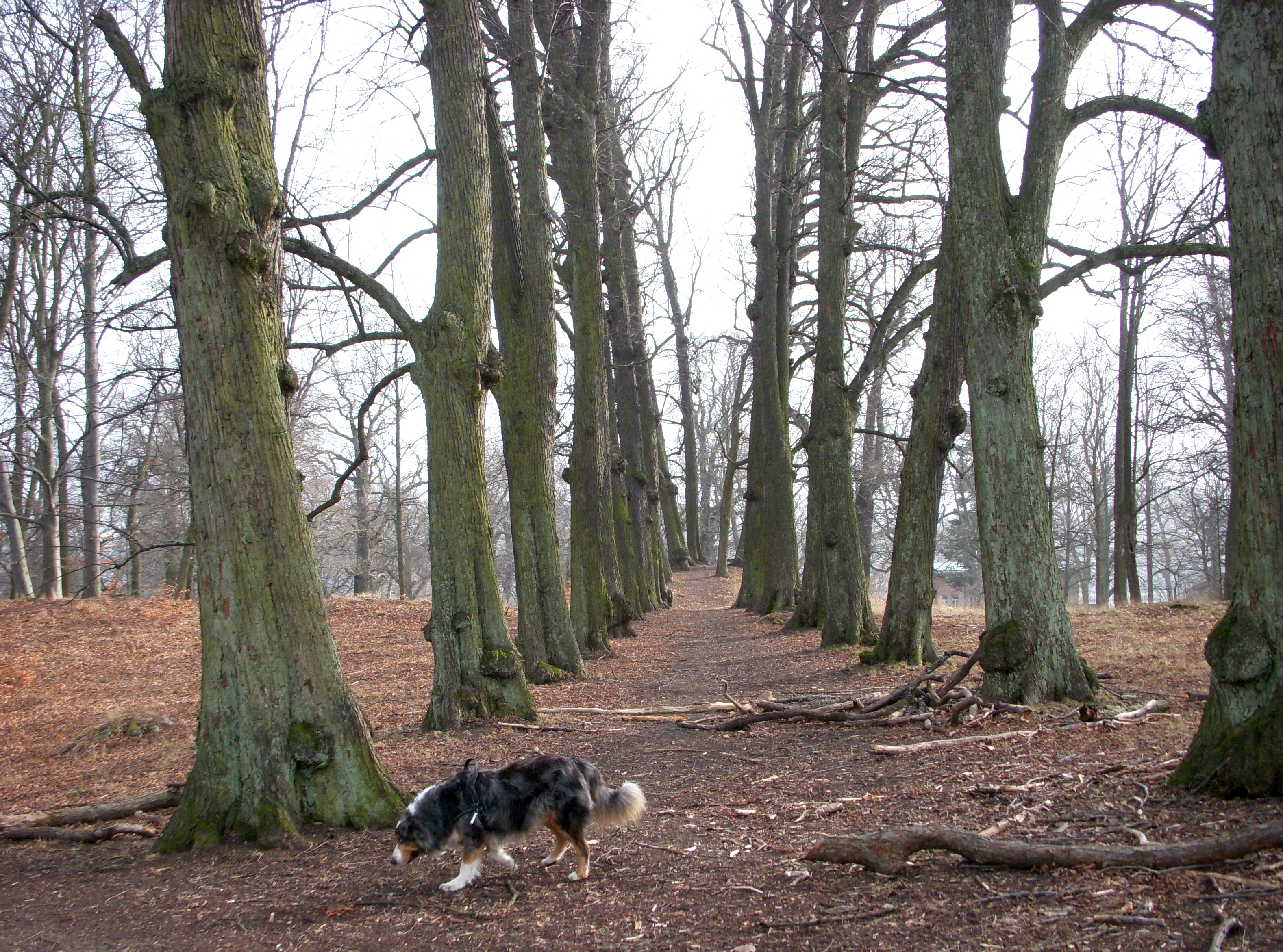
En av Frisens parks numera förvildade alléer.

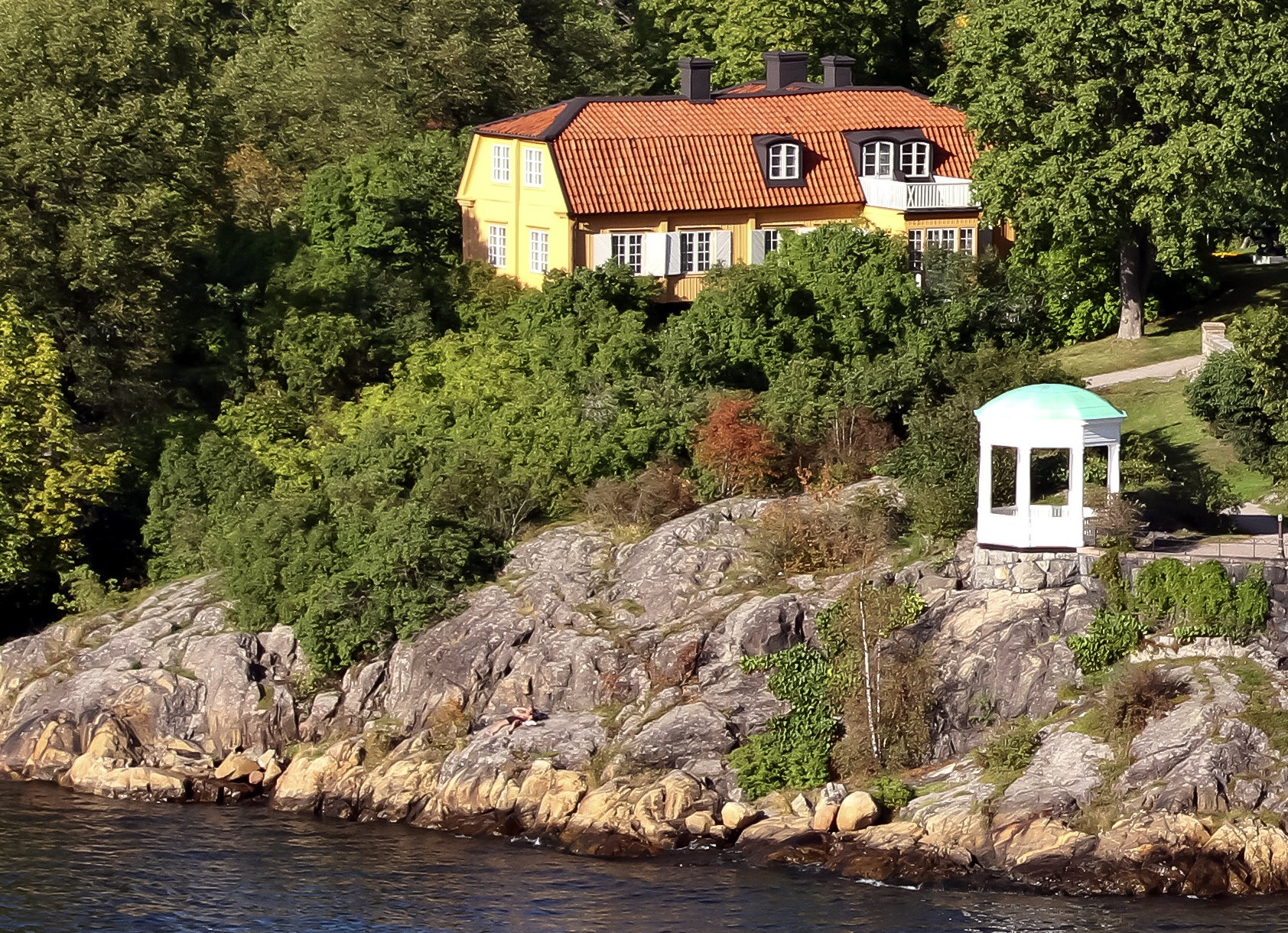
Carl Magnus Fris' sommarnöje "Gula huset" på Waldemarsudde.

Carl Magnus Fris, född 1743, död 1807, var en svensk grosshandlare.  Han ägde stora landområden på Södra Djurgården, bland annat Waldemarsudde, Bergsjölund och Biskopsudden och anlade den efter honom uppkallade Frisens park.
Carl Magnus Fris var son till tobaksfabrikörerna Anders Fris och Anna Dimander. Han fick i maj 1783 kunglig resolution av Gustav III på besittningsrätten av Waldemarsudde under förutsättning att oljeslageri skulle bedrivas på platsen. Fris lät uppföra två väderkvarnar på berget, en för produktion av linolja och färgämne och en för sågning av bräder. Sågkvarnen brann ner 1849 men Waldemarsuddes oljekvarn finns ännu kvar på berget. Gamla huset, även benämnt Gula huset, byggdes som Fris' sommarbostad. Huset nyttjades senare av prins Eugen medan hans huvudbyggnad uppfördes.
Fris, som ingått i ett bolag med en skeppsbyggmästare Holm, var en företagsam man och tillhandlade sig efter hand såväl Bergsjölund, vilket han övertog 1793, som Biskopsudden som kom i hans ägo 1804. Hela udden tillhörde då bolagsmännen. På Biskopsudden lät han anlägga en stor park som fortfarande bär hans namn. Han lade ner stora kostnader för att försköna området som varit vanskött. Genom planteringar skapade han en park som ansågs vara den vackraste på hela Djurgården.
Efter Fris’ död 1807 innehades Waldemarsudde någon tid av änkan Christina Fris och barnen men övergick senare till sonen grosshandlaren Carl Petter Fris, som avled barnlös 1838. År 1839 köptes det av Johan Bergman Olson.